# Lorsbeck
Lorsbeck war ein Dorf auf dem Gebiet der heutigen Stadt Jülich im nordrhein-westfälischen Kreis Düren. Es wurde vermutlich im 16. Jahrhundert während des Dritten Geldrischen Erbfolgekriegs zerstört. Heute erinnern nur noch ein gleichnamiger Gutshof und Reste eines ehemaligen Rittersitzes an die ehemalige Ortschaft.

## Geschichte
Bei Lorsbeck ist eine mittelsteinzeitliche Freilandstation (temporärer Rastplatz von Jägergruppen im offenen Gelände) belegt.
Beck bedeutet Bach. Lors ist als aus lurissa entstanden zu denken, wobei der Bestandteil „isa“ wiederum Bach oder Wasser bedeutet. Lorsbeck wäre demnach als „Ansiedlung am Wasser“ zu deuten.
Das Dorf Lorsbeck wurde vermutlich 1542 im Dritten Geldrischen Erbfolgekriegs vollständig zerstört Nur das damalige Haus Lorsbeck und das benachbarte, gleichnamige Gut wurden wiederaufgebaut.
Lorsbeck gehörte zum Pfarrbezirk Kirchberg. Deshalb wurden die Begüterten und Adeligen aus Lorsbeck in der dortigen Pfarrkirche St. Martinus beerdigt, was einige verwitterte Grabsteine belegen.

## Gebäude

### Haus Lorsbeck
Das Haus war seit dem 14. Jahrhundert als Rittersitz bekannt und war im Besitz eines gleichnamigen Geschlechts. Im 18. Jahrhundert erfolgte der Neubau des Herrenhauses der Anlage. Im Zweiten Weltkrieg wurde das Haupthaus fast vollständig zerstört, in den 1950er Jahren aber in einfachen Formen wiederaufgebaut. Mit Ausnahme seines denkmalgeschützten Torturms wurde Haus Lorsbeck im Februar 2011 abgerissen.

### Gut Lorsbeck

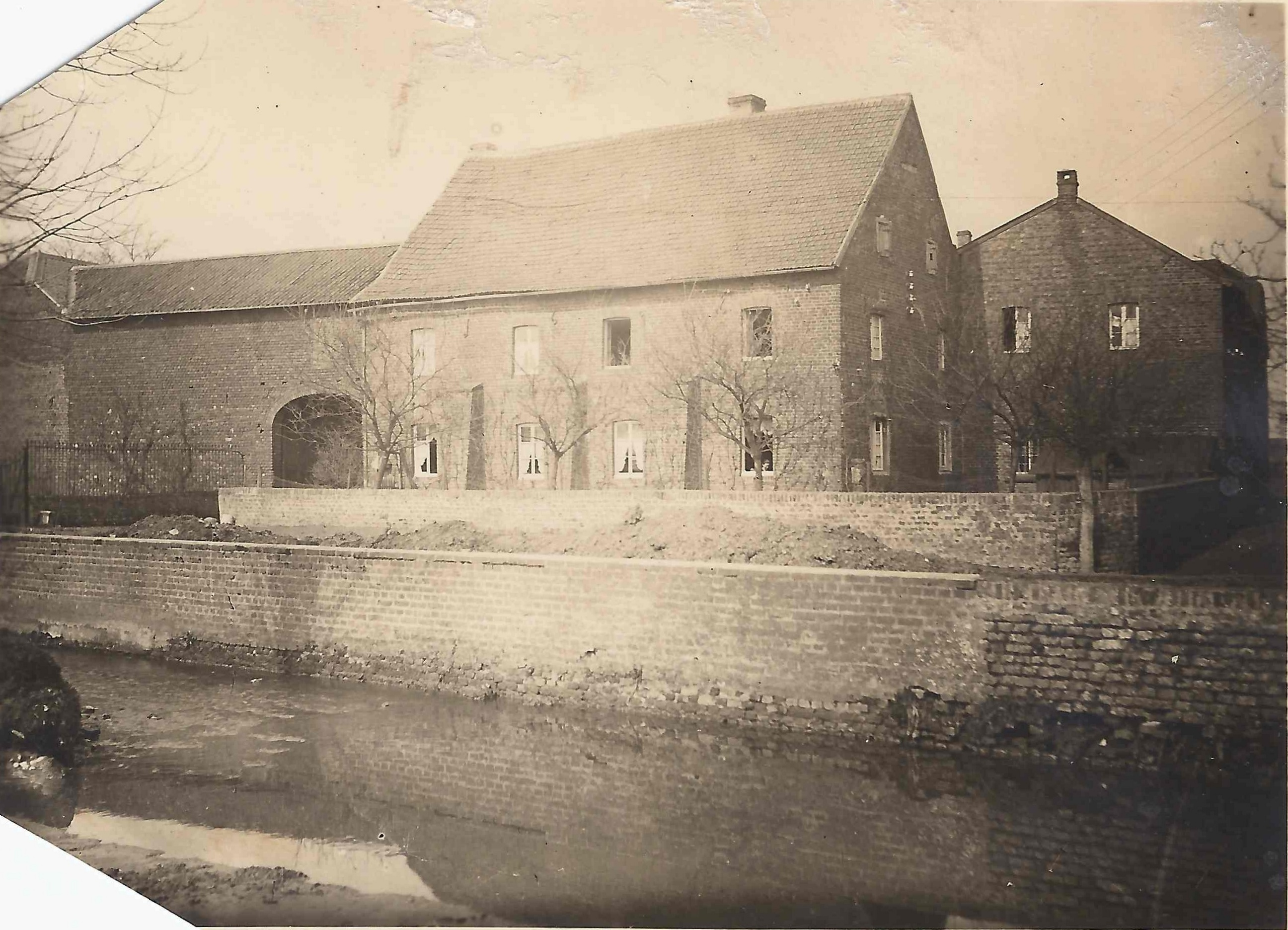
Gut Lorsbeck 1929, Vierseithof, Wohnhaus mit Ankerinschrift 1696, Torbau und weitere Gebäude, im Vordergrund der Mühlenteich

Der Gutshof besteht aus einem geschlossenen Vierseithof in Backstein auf fast quadratischem Grundriss. Er war ehemals von einem Graben umgeben. Der südliche Flügel besteht aus dem traufständigen Herrenhaus und westlich anschließendem Torgebäude. Das Herrenhaus war ankerinschriftlich auf 1696 datiert und bis auf einen schmalen Klötzchenfries am Traufgesims wohl schmucklos. Es war zweigeschossig mit steilem Satteldach und hatte nach außen traufseitig vier leicht unregelmäßige und giebelseitig zwei regelmäßige Fensterachsen. Die Fensteröffnungen waren in der Form des späten 19. Jahrhunderts erneuert. Traufseitig befanden sich in der Höhe des Erdgeschosses zwischen den Fensterachsen drei gemauerte Strebepfeiler. Die Eingangstür war im Innenhof. Der Dachraum war ebenfalls zweigeschossig. Am östlichen Giebel befanden sich drei kleine originale Fensteröffnungen mit Gewänden. Das Gebäude wurde im Zweiten Weltkrieg vollständig zerstört und danach wieder neu aufgebaut. Das eingeschossige Torgebäude mit Satteldach wurde anscheinend im 19. Jahrhundert neugebaut. Als Radabweiser dienten dort zwei alte große Kanonenkugeln aus Stein, die wahrscheinlich in unmittelbarer Nähe des Gutes gefunden wurden und von Kampfhandlungen zeugen. Die übrigen drei Flügel des Vierseithofes waren Wirtschaftsgebäude.

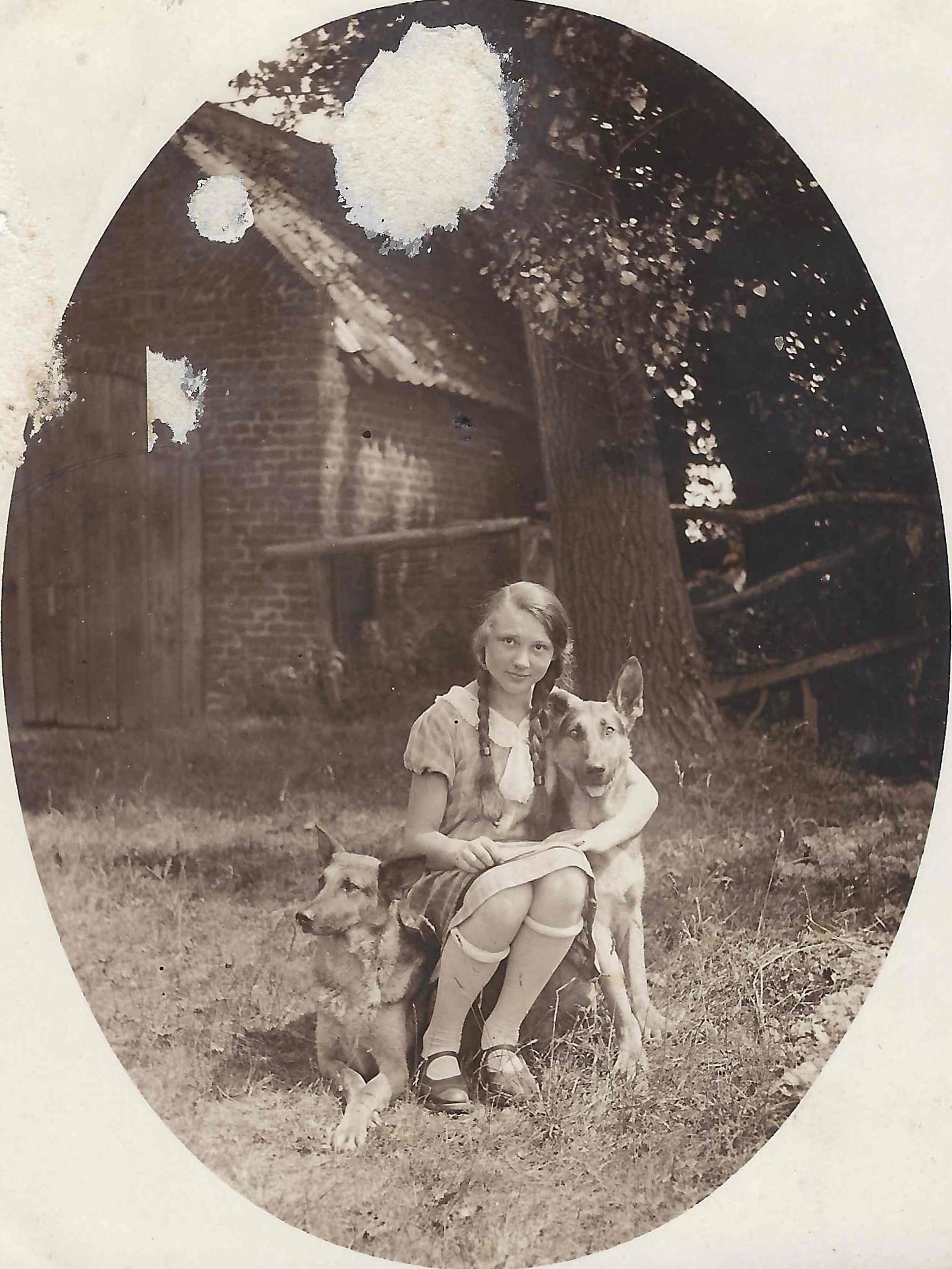
Jülich-Lorsbeck, Gut Lorsbeck, im Hintergrund ein landwirtschaftlich genutzter Schuppen. Dabei handelt es sich um die vormalige Kapelle von Lorsbeck.

Zum Gut gehörte auch als freistehendes Gebäude die Kapelle Lorsbeck. 1518 wurde diese von einem Kapellendiener, dem Vikar von Lorsbeck betreut. 1533 wurde sie von den Besitzern des Gutes unterhalten und gehörte zum Pfarrbezirk Kirchberg. Ende des 19. Jahrhunderts diente der Kapellenbau, ein schlichter, schmuckloser Ziegelbau, im landwirtschaftlichen Betrieb des Gutes als Schuppen.

### Motte Lorsbeck

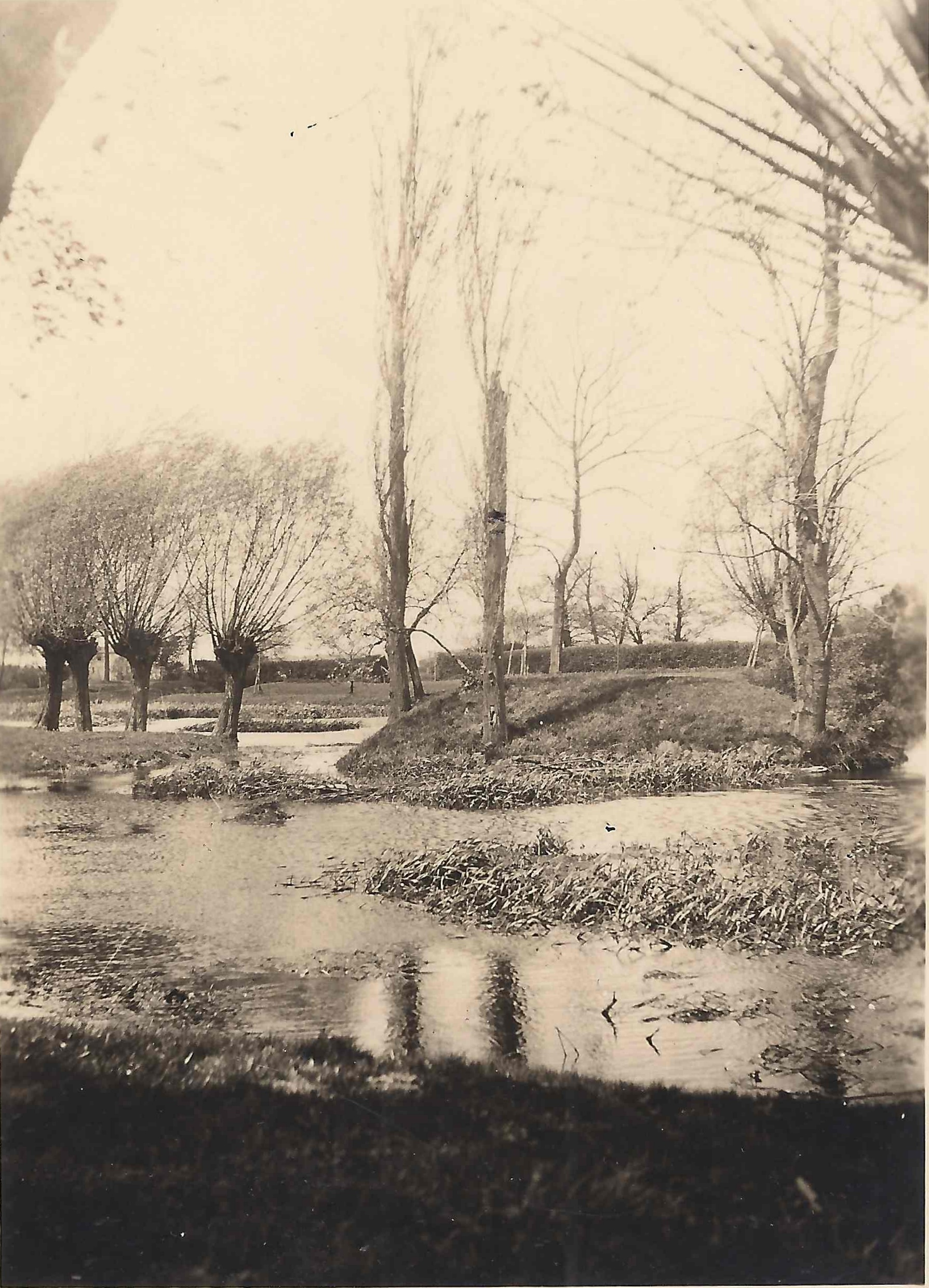
Jülich-Lorsbeck, Motte im Grabensystem, 1929. Künstlicher Hügel, möglicherweise Befestigungsanlage eines Vorgängerbaues von Haus Lorsbeck oder Stelle eines Speichergebäudes.

Die Motte Lorsbeck ist ein künstlicher, runder, flacher Hügel aus dem Mittelalter. Er liegt im Wiesenweiher, einem Teil des Wassergrabensystems. Vermutlich war er eine Befestigungsanlage als Teil einer Vorgängeranlage von Haus Lorsbeck oder die Stelle eines Speichergebäudes. Der Hügel ist noch nicht erforscht.
In der Nähe von Lorsbeck, in einer Niederung in sumpfigem Gelände zwischen einer Verzweigung des Iktebachs, erhebt sich ein flacher Hügel, der vermutlichen ebenfalls eine ehemalige Motte ist.